# 童軍節
童軍節（英語：Scouts' Day）或女童軍節（英語：Guides' Day）是每年針對童軍運動成員的特殊節日之總稱。部分節日具有宗教意涵，其他節日則僅僅作為慶祝童軍活動的日子。通常在童軍節當天，所有的童軍活動成員都會重溫童軍諾言。

## 創始人日
全球幾乎所有的童軍總會，都將創始人日（或稱創辦人紀念日）訂為2月22日，此節日為童軍活動創始人羅伯特·貝登堡（1857年出生）的生日，同時也是其妻奧莉芙·貝登堡（1889年出生）的生日。
個別的童軍總會會於其他日子慶祝貝登堡夫婦的創始人日，即使這類節日一般是慶祝該總會的週年。例如美國女童軍將創始人日訂在10月31日，也就是茱麗葉·羅的生日。

## 世界懷念日
世界女童軍總會將2月22日，也就是貝登堡夫婦的生日訂為懷念日。因此這個節日是由各國女童軍總會慶祝。同時隸屬於世界女童軍總會與世界童軍運動組織的總會，通常也會慶祝這個節日。至於部分以男性為主體的童軍總會，也就是只隸屬於世界童軍運動組織的總會，也會慶祝這個節日。

## 聖喬治節
聖喬治為童軍活動的主保聖人。部分國家如英國與西班牙，會將最接近4月23日的星期日，作為一個節日進行慶祝。
在英國，許多童軍區分會會在教堂或適合的場地，以童軍團為單位舉辦遊行，通常以戶外方式進行，同時童軍區分會也會針對全體童軍成員，進行重溫童軍諾言。
然而，由於大多數童軍區在鼓勵青少年參與童軍活動方面越來越困難，因此開始將這類大型遊行與集會場合，改為類似於家庭活動的方式。但目的仍然不變，會舉辦面向所有童軍成員的重溫諾言。

## 童軍主日、童軍主麻日與童軍安息日（美國童軍）

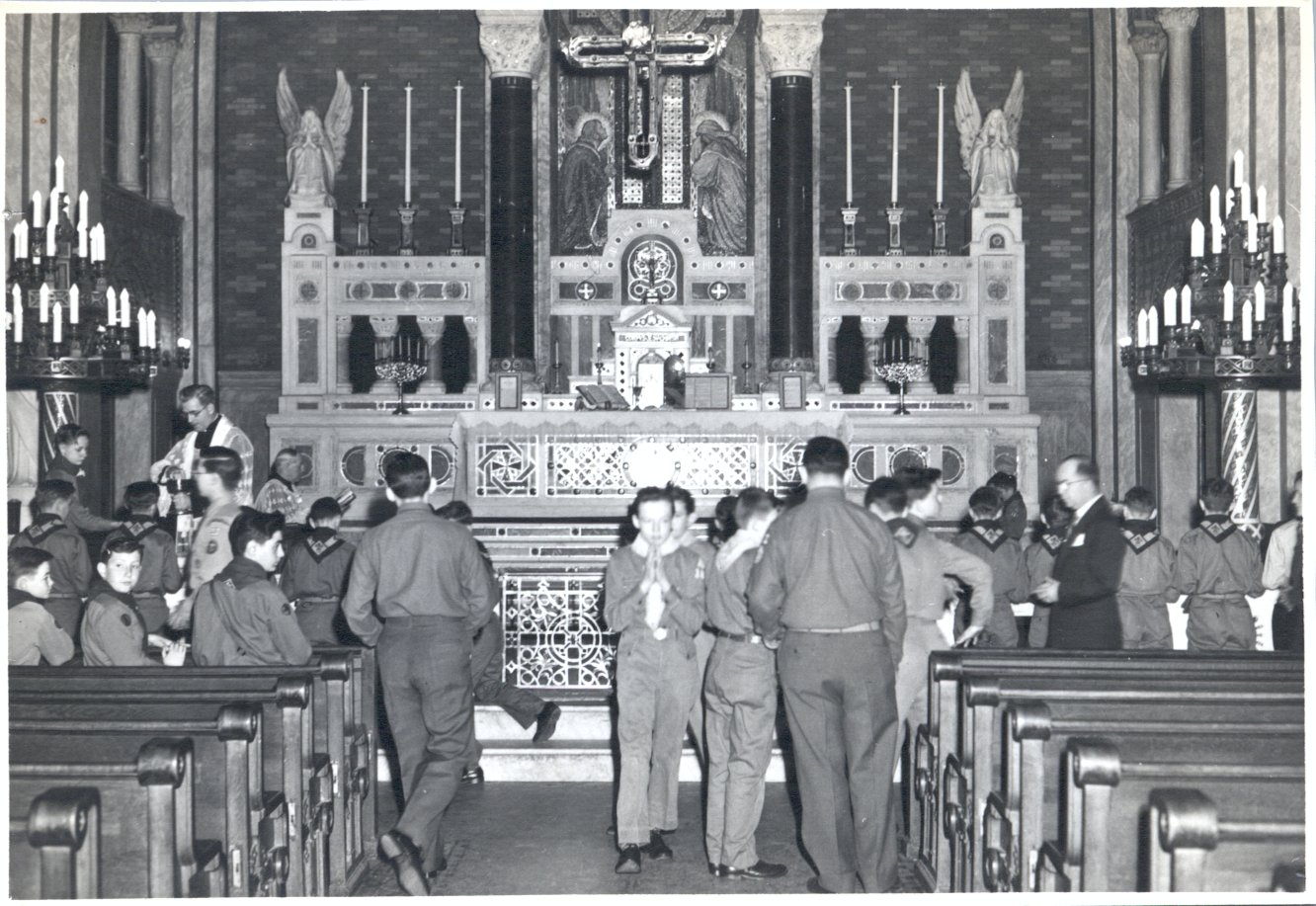
1949年，費城童軍成員舉行童軍主日

美國童軍將2月8日的前一個週日（如果2月8日為週日，則為當天）訂為童軍主日（Scout Sunday），下一個週五為童軍主麻日（Scout Jumuah），隨後的週六則為童軍安息日（Scout Sabbath）。聯合循道會與美國長老教會為了避免與主顯聖容節（Transfiguration Sunday）發生衝突，會將童軍主日移動到2月的第2個週日舉辦。
童軍主日被訂為美國童軍的創始紀念日，其紀念活動隨各地與各童軍團而有所不同。童軍成員會穿著制服前往禮拜場所並協助一些服務項目。

## 女童軍週（美國女童軍）
美國女童軍將3月12日當週訂為女童軍週（Girl Scout Week），包含女童軍主日（Girl Scout Sunday）與週六的女童軍安息日（Girl Scout Sabbath）。3月12日是茱麗葉·羅創立第1個女童軍團的日子，該女童軍團於1912年創立於喬治亞州薩凡納。

## 童軍與女童軍週（加拿大）
在加拿大，童軍與女童軍會在2月22日的前一個週六到下一個週日訂為童軍與女童軍週（Scout-Guide Week）。通常這一週會進行各男女童軍團間的聯合慶祝活動。

## 世界童軍領巾節
世界童軍領巾節（World Scout Scarf Day）是鼓勵童軍與老童軍成員穿戴領巾的節日，訂於每年8月1日，為彰顯童軍活動精神與童軍諾言的日子；該活動首次在Facebook發起。這一天是紀念1907年於白浪島舉辦第一次童軍露營的日子。

## 三五童軍節（中華民國）
中華民國的三五童軍節是由中華民國童軍總會指定，起源於1926年3月5日，由中國國民黨第二屆中央執行委員會決議創辦其前身中國童子軍總會；1935年，童軍總會決議將每年3月5日定為童子軍節。每年此日，臺灣各縣市之童軍會通常會舉辦各式活動進行慶祝。